# Ampithoe fastidiosa
Ampithoe fastidiosa is een vlokreeftensoort uit de familie van de Ampithoidae. De wetenschappelijke naam van de soort is voor het eerst geldig gepubliceerd in 1991 door Mateus & Mateus.